# Filozofija jezika
Filozofija jezika je grana filozofije koja proučava vezu jezika i smisla, odnos između smisla i misli, tj. traži odgovore na pitanja kako se misao otelovljuje u jeziku, kakva je gnoseološka uloga jezika, što se može doznati iz strukture jezika o čoveku kao misaonom biću.
Unutar analitičke filozofije promatraju se četiri glavna problema: značenje, upotreba jezika, kognitivna lingvistika i veza između jezika i stvarnosti. Kontinentalna filozofija ne posmatra međutim filozofiju jezika kao zasebnu granu već pre delom logike, istorije ili politike. Američki filozof Čarls Sanders Pers je poznat kao osnivač lingvističke pragmatike. Njemu se prepisuje i razvoj nauke o simbolima i znakovima, semiotike, koja je takođe potkategorija njegovog pragmatizma.
Da je filozofija jezika važna za analitičku filozofiju se podrazumeva, jer se smatra da bi se filozofski problemi prvo trebali razjasniti analizom jezika. Filozofi poput Fregea, Rasela i Vitgenstajna posvetili su zato puno vremena logičkim temeljima za jednu takvu analizu.
Filozofija svakodnevnog jezika je deo filozofije jezika koja proučava svakodnevni jezik i koja nastoji da prouči prirodu samog jezika, kao i želju da uz pomoć znanja o funkcijama svakodnevnog jezika dobiju odgovori i na neke druge filozofske probleme poput morala i metafizike. Važni predstavnicu su J.L. Ostin i H. Pol Grajs.
Filozofija jezika unutar kontinentalne filozofije vodi poreklo od Ferdinanda de Sosira čiji projekt prema nekima pokazuje veliku sličnost s Fregovim. Filozofi kontinentalne filozofije Edmund Huserl, Martin Hajdeger i Žak Derida smatraju se važnim u okvirima filozofije jezika.
U kontinentalnoj filozofiji jezik se ne proučava kao posebna disciplina. Umesto toga, on je neraskidivi deo mnogih drugih oblasti mišljenja, kao što su fenomenologija, strukturna semiotika, hermeneutika, egzistencijalizam, dekonstrukcija i kritička teorija.

## Istorija

### Antička filozofija
Na Zapadu istraživanje jezika seže do 5. veka pre nove ere kod Sokrata, Platona, Aristotela i stoika. U Indiji i u Grčkoj, lingvističke spekulacije prethode nastanku gramatičkih tradicija sistematskog opisivanja jezika, koje su se pojavile oko 5. veka pre nove ere u Indiji (vidi Jaska), i oko 3. veka pre nove ere u Grčkoj (vidi Rian).
U dijalogu Kratil, Platon je razmatrao pitanje da li su imena stvari određena konvencijom ili prirodom. On je kritikovao konvencionalizam, jer je doveo do bizarne posledice da se bilo šta može konvencionalno označiti bilo kojim imenom. Stoga se ne može objasniti tačna ili netačna primenu imena. On je tvrdio da postoji prirodna ispravnost imena. Da bi to uradio, on je istakao da složene reči i fraze imaju čitav niz ispravnosti. Takođe je tvrdio da su primitivna imena imala prirodnu ispravnost, jer je svaka fonema predstavljala osnovne ideje ili osećanja. Na primer, za Platona slovo l i njegov zvuk predstavljali su ideju mekoće. Međutim, do kraja Kratilusa priznao je da su uključene i neke društvene konvencije, i da postoje greške u ideji da foneme imaju pojedinačna značenja. Platon se često smatra zagovornikom ekstremnog realizma.
Aristotel se zanimao za pitanja logike, kategorija i stvaranja značenja. Sve stvari je razdvojio u kategorije vrsta i roda. On je smatrao da je značenje predikata uspostavljeno apstrakcijom sličnosti između različitih pojedinačnih stvari. Ova teorija se kasnije nazvana nominalizmom. Međutim, budući da je Aristotel smatrao da su te sličnosti stvorene stvarnom zajednicom oblika, češće se smatra zagovornikom „umerenog realizma“.
Stoički filozofi su dali važan doprinos analizi gramatike, razlikujući pet delova govora: imenice, glagole, apelative (imena ili epitete), veznike i članove. Takođe su razvili sofisticiranu doktrinu o lektonu povezanu sa svakim znakom jezika, ali različitu i od samog znaka i od stvari na koju se odnosi. Ovaj lektron je bio značenje (ili smisao) svakog pojma. Kompletni lekton rečenice je ono što bi se sada zvalo njenim propozicijom. Samo su se predlozi smatrali „nosiocima istine“ ili „vozilima istine“ (tj. mogli bi se nazvati istinitim ili lažnim), dok su rečenice jednostavno njihova sredstva izražavanja. Različite lekte takođe mogu izražavati stvari osim predloga, kao što su naredbe, pitanja i uzvici.

## Literatura
- Atherton, Catherine. The Stoics on Ambiguity. 1993. Cambridge, UK: Cambridge University Press.
- Denyer, Nicholas. Language, Thought and Falsehood in Ancient Greek Philosophy. 1991. London: Routledge.
- Kneale, W., and M. Kneale. The Development of Logic. 1962. Oxford: Clarendon.
- Modrak, Deborah K. W. Aristotle’s Theory of Language and Meaning. 2001. Cambridge, UK: Cambridge University Press.
- Turri, John. (2016). Knowledge and the Norm of Assertion: An Essay in Philosophical Science. Open Book Publishers.
- Isac, Daniela; Reiss, Charles (2013). I-language: An Introduction to Linguistics as Cognitive Science, 2nd edition. Oxford University Press. ISBN 978-0-19-953420-3.
- Lepore, Ernest and Barry C. Smith (eds). (2006). The Oxford Handbook of Philosophy of Language Архивирано 2013-01-14 на сајту . Oxford University Press.
- Lycan, W. G. (2008). Philosophy of Language: A Contemporary Introduction. New York, Routledge.
- Carnap, R., (1956). Meaning and Necessity: a Study in Semantics and Modal Logic. University of Chicago Press.
- Devitt, Michael and Hanley, Richard, eds. (2006) The Blackwell Guide to the Philosophy of Language. Oxford: Blackwell.
- Greenberg, Mark and Harman, Gilbert. (2005). Conceptual Role Semantics. http://www.princeton.edu/~harman/Papers/CRS.pdf Архивирано на веб-сајту  (14. мај 2011)
- Hale, B. and Crispin Wright, Ed. (1999). Blackwell Companions To Philosophy. Malden, Massachusetts, Blackwell Publishers.
- Plato, Cratylus (c. 360 BCE). Series: Cambridge Studies in the Dialogues of Plato.
- Eco, Umberto (1986). Semiotics and the Philosophy of Language (на језику: енглески). Indiana University Press. ISBN 9780253203984.
- Fodor, Jerry A. (1983). The Modularity of Mind: An Essay in Faculty Psychology. The MIT Press. ISBN 978-0-262-56025-2.
- Keith Allan (2007). The Western Classical Tradition in Linguistics. London: Equinox.
- Harris, Roy; Taylor, Talbot J. (1989). Landmarks in Linguistic Thought: The Western Tradition from Socrates to Saussure. London: Routledge. ISBN 0-415-00290-7.
- Joseph, John E.; Love, Nigel; Taylor, Talbot J. (2001). Landmarks in Linguistic Thought II: The Western Tradition in the Twentieth Century. London: Routledge. ISBN 0-415-06396-5.
- W. P. Lehmann, ур. (1967). A Reader in Nineteenth Century Historical Indo-European Linguistics. Indiana University Press. ISBN 0-253-34840-4. Архивирано из оригинала 2008-04-26. г.
- François, Alexandre; Ponsonnet, Maïa (2013). „Descriptive linguistics” (PDF).  Ур.: Jon R. McGee; Warms, Richard L. Theory in Social and Cultural Anthropology: An Encyclopedia. 1. SAGE Publications, Inc. стр. 184—187. ISBN 9781412999632.
- Bimal Krishna Matilal (1990). The Word and the World: India's Contribution to the Study of Language. Delhi; New York: Oxford University Press. ISBN 0-19-562515-3.
- Frederick J. Newmeyer (2005). The History of Linguistics. Linguistic Society of America. ISBN 0-415-11553-1. Архивирано из оригинала 2007-02-10. г. Приступљено 2007-01-17.
- Mario Pei (1965). Invitation to Linguistics. Doubleday & Company. ISBN 0-385-06584-1.
- Robert Henry Robins (1997). A Short History of Linguistics. London: Longman. ISBN 0-582-24994-5.
- Pieter A. M. Seuren (1998). Western linguistics: An historical introduction. Wiley-Blackwell. ISBN 0-631-20891-7.
- Kees Versteegh (1997). Landmarks in Linguistic Thought III: The Arabic Linguistic Tradition. London; New York: Routledge. ISBN 0-415-14062-5.
- Randy Allen Harris (1995). The Linguistics Wars. Oxford University Press. ISBN 0-19-509834-X.
- Brigitte Nerlich (1992). Semantic Theories in Europe, 1830-1930. Amsterdam: John Benjamins. ISBN 90-272-4546-0.
- Brigitte Nerlich and David D. Clarke (1996). Language, Action, and Context. Amsterdam: John Benjamins. ISBN 90-272-4567-3.

## Spoljašnje veze
- Filozofija jezika на веб-сајту PhilPapers
- „Philosophy of Language”. Internet Encyclopedia of Philosophy.
- Magee, Bryan (14. 3. 2008). „John Searle on the Philosophy of Language, Part 1”. Searle John (interviewee). flame0430's channel. One of five parts, the others found here, 2 here. 3 here, 4 here, 5 There are also 16 lectures by Searle, beginning with „Searle: Philosophy of Language, lecture 1”. SocioPhilosophy's channel. 25. 10. 2011.
- Sprachlogik short articles in the philosophies of logic and language
- Glossary of Linguistic terms
- What is I-language? Архивирано на веб-сајту  (6. јул 2011) – Chapter 1 of I-language: An Introduction to Linguistics as Cognitive Science.
- The London Philosophy Study Guide Архивирано на веб-сајту  (20. јун 2009) offers many suggestions on what to read, depending on the student's familiarity with the subject: Philosophy of Language Архивирано на веб-сајту  (23. септембар 2009)
- Collins, John. (2001). http://www.sorites.org/Issue_13/collins.htm
- Miller, James. (1999). https://web.archive.org/web/20051112134830/http://archives.econ.utah.edu/archives/pen-l/1999m12.1/msg00185.htm
- Searle, John (2007). Philosophy of Language: an interview with John Searle.
- Stainton, Robert J. (1996). Philosophical perspectives on language. Peterborough, Ont., Broadview Press.
- Tarski, Alfred. (1944). The Semantical Conception of Truth.